# Invasion Rügens (1678)
Rathenow – Nauen – Fehrbellin – Wismar – Wolgast 1675 – Wolgast 1676 – Bornholm – Öland – Peenemünder Schanze – Stettin (1677) – Køgebucht – Bergen – Warksow – Rügen (1678) – Stralsund (1678) – Greifswald – Tilsit – Splitter – Telschi – Porta Westfalica
Die Invasion Rügens vom 22. bis 24. September 1678 war eine militärische Operation im Schwedisch-Brandenburgischen Krieg beziehungsweise dem Schonischen Krieg, die in der Einnahme der schwedisch beherrschten Insel Rügen durch die Alliierten Brandenburg-Preußen und Dänemark endete.
Die Operation war eine Einleitung zur kurz darauf folgenden, lange geplanten Belagerung von Stralsund.

## Vorgeschichte
Eine erste Invasion Rügens in diesem Krieg fand bereits am 17. September 1677 statt, in der es den anlandenden Dänen nach dem Gefecht bei Bergen gelang, die Schweden von der gesamten Insel zu vertreiben. Bald darauf starteten die Schweden unter Kommando von Feldmarschall Otto Wilhelm von Königsmarck einen Rückeroberungsversuch, der den Schweden nach der siegreichen Schlacht von Warksow am 18. Januar 1678 auch gelang.
Die Insel blieb trotz dieses schwedischen Sieges nicht auf Dauer gesichert, da vornehmlich die Dänen noch im Laufe des Sommers mehrere Einfälle auf Rügen machten.
Der Besitz der Insel Rügens war für beide Kriegsparteien strategisch wichtig, da der Besitzer der Insel gleichzeitig die Versorgung der wichtigsten schwedischen Festung in Schwedisch-Pommern, nämlich das am Festlandufer gelegene Stralsund sicherstellte. Der Besitz der Insel war also eine Grundvoraussetzung für eine erfolgreiche Eroberung der in schwedischer Hand befindlichen Festung Stralsund durch die verbündeten Brandenburger und Dänen.

## Invasion Rügens

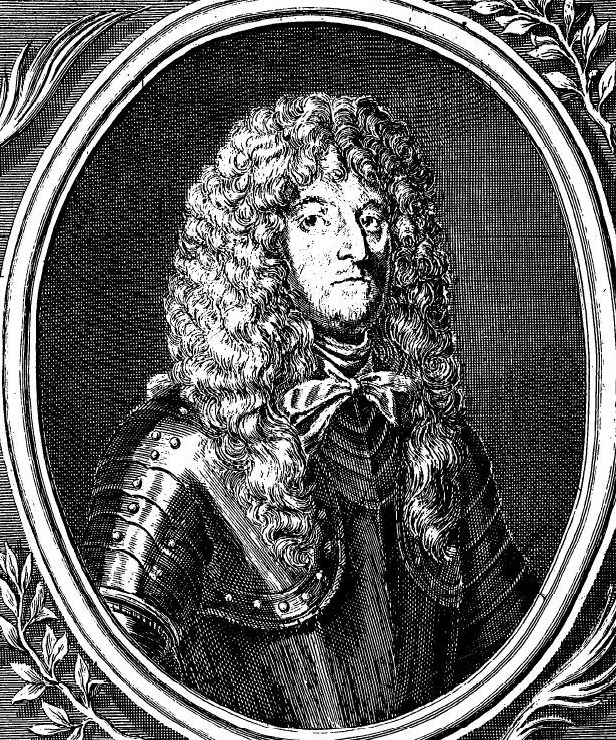
Der schwedische Generalfeldmarschall Königsmarck

Dänemark stellte für die Invasion insgesamt 27 Kriegsschiffe, die die Aufgabe hatten, die Landung zu decken. Zudem stellten die Brandenburger insgesamt 10 Kriegsschiffe bereit. 7 davon waren angemietete Schiffe von Raule (107 Kanonen und 435 Mann Besatzung) und 3 Schiffe wurden vom Kurfürsten selbst gestellt.
Ein brandenburgisches Heer stand seit Mitte Juli 1678 in Vorpommern bereit. Der Beginn verzögerte sich jedoch durch das verspätete Eintreffen des brandenburgischen Schiffsgeschwaders unter Benjamin Raule, das erst im August eintraf. Zudem benötigten die Brandenburger viel Zeit für die Zusammenstellung der Transportfahrzeuge.
Die Transportflotte bestand aus 210 größeren und 140 kleineren Fahrzeugen.
Das Kommando über die Kriegsflotte übernahm der dänische Generaladmirallieutnant Nils Juel. Die Transportflotte wurde von Generaladmiral Cornelis Tromp kommandiert. Das Kommando über das brandenburgische Landungskorps hatte Generalfeldmarschall Derfflinger inne. Das brandenburgische Landungskorps hatte eine Stärke von 1.440 Kürassieren, 300 Dragonern und 5.500 Mann Infanterie, zusammen 7.240 Mann.
Das Landungskorps besaß an Feldartillerie: 4 6-pfünder, 14 3-pfünder, 76 Mann Bedienung. Die Stärke des dänischen Landungskorps lag bei 1.800 Mann.
Diese Flotte sammelte sich bei der Stubber Bank im Greifswalder Bodden. Der Operationsplan sah eine Anlandung der Dänen im Norden der Insel, und der Brandenburger im Süden der Insel vor, um dadurch eine Zersplitterung der begrenzten schwedischen Kräfte zu erreichen.
Die brandenburgische Flotte unter Kommando des Kurfürsten Friedrich Wilhelm lichtete am 22. September den Anker. Um die Schweden über den Ort der Landung so lange wie möglich im Unklaren zu lassen, plante man, die Flotte auf Palmer Ort zudrehen zu lassen und von dort den Kurs in nordöstlicher Richtung in Richtung Putbus zu ändern und dort an Land zu gehen.
Als die Flotte jedoch Palmer Ort erreichte, drehte der Wind auf Nordost. Das geplante Manöver war damit nicht mehr durchführbar. Hinzu kam, dass die Schweden auf Zudar (südlichste Halbinsel Rügens) Geschütze postieren ließen, die das Feuer auf die Invasionsflotte eröffneten. In dieser kritischen Situation schlug eine Kanonenkugel dicht neben dem Kurfürsten ein. Ansonsten blieb der Schaden gering. Da sich die Windrichtung nicht mehr änderte, brachte man die Flotte mit Mühe und Not aus der Schussweite der schwedischen Geschütze und ging vor Anker um besseren Wind abzuwarten.
Den Dänen unter Kommando von Admiral Nils Juel gelang es noch am 22. September bei Kap Arkona bei dem Fischerdorf Vitt zu landen. Eine kleine vor Ort befindliche schwedische Schar versuchte der Landung entgegenzutreten, wurde jedoch über die Schaabe zurückgedrängt. Bei diesem kleinen Gefecht verloren die Dänen 57 Tote und 52 Verwundete. Die Verluste der Schweden waren höher. Die Dänen verschanzten sich danach am Eingang der engen Nehrung Schaabe. Als der schwedische Feldmarschall Königsmarck von der dänischen Landung erfuhr, befahl er den sofortigen Rückzug seiner nun in einer ausweglosen Situation befindlichen Truppen nach Altefähr.

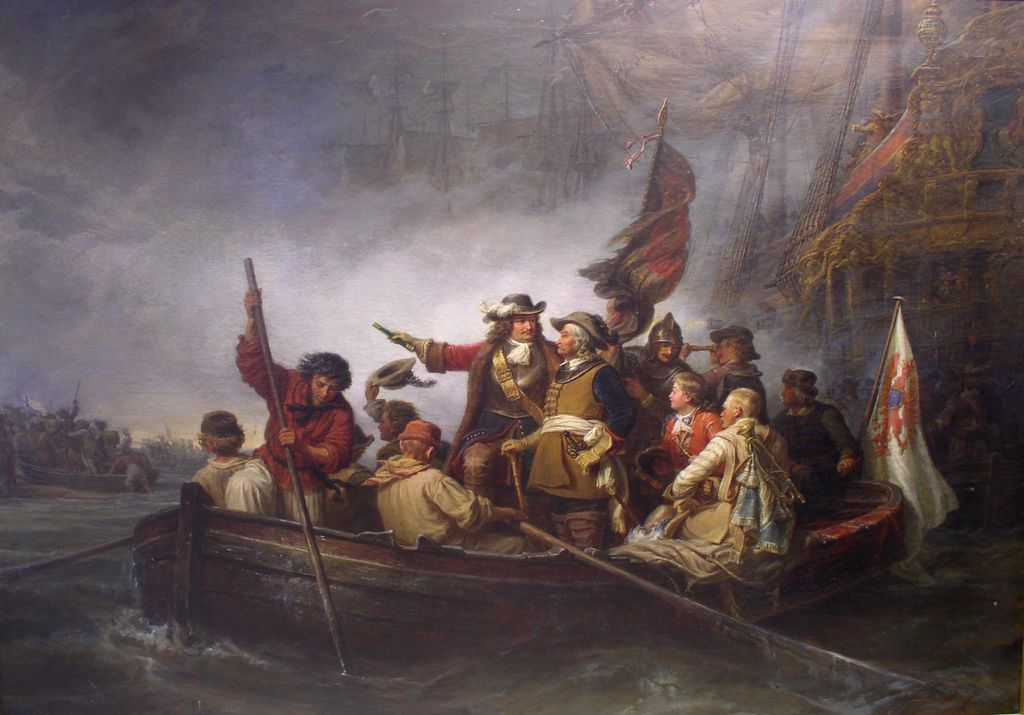
"Die Landung des großen Kurfürsten auf Rügen", Hermann Kretzschmer, um 1862

Der Kurfürst befahl, aufgrund der dänischen Landung ungeduldig geworden, am nächstbesten Punkt anzulanden, da er nach seinem Informationsstand (er wusste nichts vom schwedischen Rückzug) fürchtete, die Schweden würden konzentriert die Dänen angreifen. So gingen die Brandenburger bei Neukamp am 23. September 1678 an Land. Dort befand sich eine schwedische Schanze mit 8 Geschützen und Kavallerie, die die anlandenden Truppen erfolglos beschoss. Als die immer zahlreicher werdenden Brandenburger ihrerseits Kanonen in Stellung brachten und die Schanze ihrerseits beschossen, zogen sich die Schweden zurück.

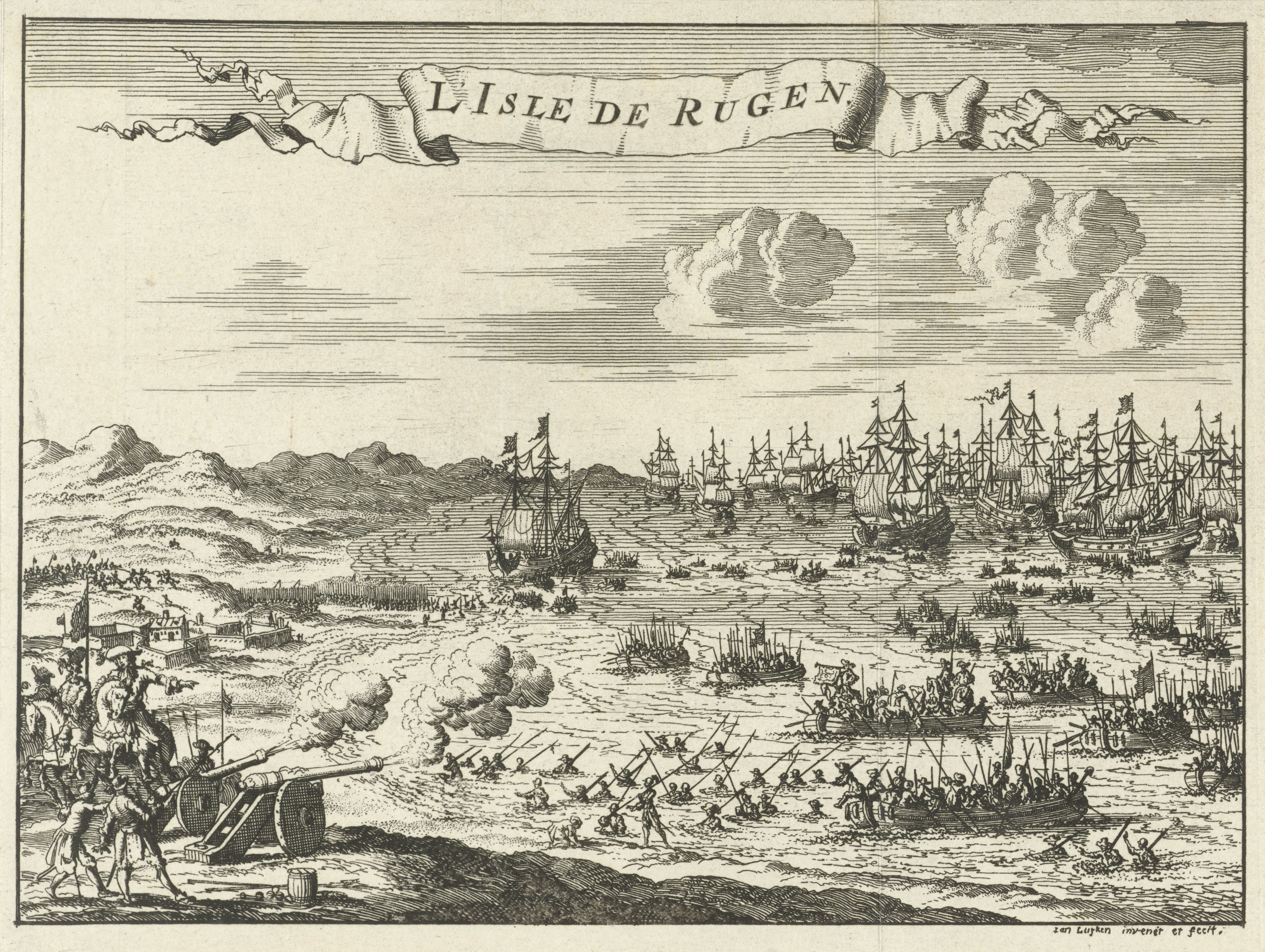
Die Szene zeigt den Beschuss der anlandenden Brandenburger durch schwedische Artillerie am 23. September 1678 bei Neukamp (von Jan Luiken)

Die Landungstruppen wurden in zwei Stunden komplett an Land gebracht. Neben dem Kurfürsten war auch der brandenburgische Feldmarschall Derfflinger vor Ort.
Die an Land gegangene Infanterie begann sofort, wie vorher eingeübt, Spanische Reiter zum Schutz vor einem zu erwartenden Angriff zu errichten. Der Schwede Königsmarck, der vom Zudar herbeigeeilt war, trat den Rückzug an, als er die brandenburgische Armee in voller Schlachtordnung aufgestellt sah. Bei der anschließenden Verfolgung der Schweden durch die brandenburgische Kavallerie machte man 200 schwedische Gefangene. Derfflinger und seine Kavallerie nahmen am Morgen des 24. September die Verfolgung der Schweden auf. Diese hatten inzwischen Altefähr erreicht, wo ein heilloses Durcheinander eingetreten war, da alle nach Stralsund hinüberwollten. Die Brandenburger nutzten diese Gelegenheit und stürmten die Schanzen. Dabei gelang es, über 700 Gefangen zu machen und 250 Kriegspferde und alle Kanonen in Besitz zu nehmen. Königsmarck gelang es mit Mühe und Not zu entkommen, viele überfüllte Boote sanken jedoch bei der Überfahrt.
Ähnlich leicht eroberten die Brandenburger die wichtige Neufährschanze. Die Besatzung dieser Schanze bestand nämlich zum größten Teil aus den im Januar in der Folge der verlorenen Schlacht bei Warksow gemachten dänischen und brandenburger Kriegsgefangenen, die gegen die Befehle der schwedischen Offiziere revoltierten und die Schanze kampflos den Brandenburgern übergaben. Die Insel befand sich damit wieder in Besitz der Alliierten.

## Folgen der Invasion
Die Eroberung der Insel besiegelte auch das militärische Schicksal der schwedischen Festung Stralsund, die von brandenburgischen Truppen belagert wurde. Während die dänischen Truppen auf der Insel verblieben, wurden die Brandenburger wieder auf das Festland überführt, um an der Belagerung von Stralsund teilzunehmen. Die Alliierten eroberten die Festung nach einem heftigen Bombardement, in dessen Folge die Hälfte der Stadt in Flammen aufging, bis zum 22. Oktober 1678.
Die Insel ging wie abgesprochen ganz in den Besitz der Dänen über, die sie bis zum Friedensschluss besetzt hielten. Nach dem Frieden von Saint-Germain am 29. Juni 1679 ging die Insel wieder in schwedischen Besitz über. Die Insel selbst war aufgrund der vielen Kämpfe und der Vielzahl an fremden Truppen wirtschaftlich ruiniert, so dass die dänische Besatzung bis Kriegsende vom dänischen Mutterland versorgt werden musste.

## Erinnerungskultur

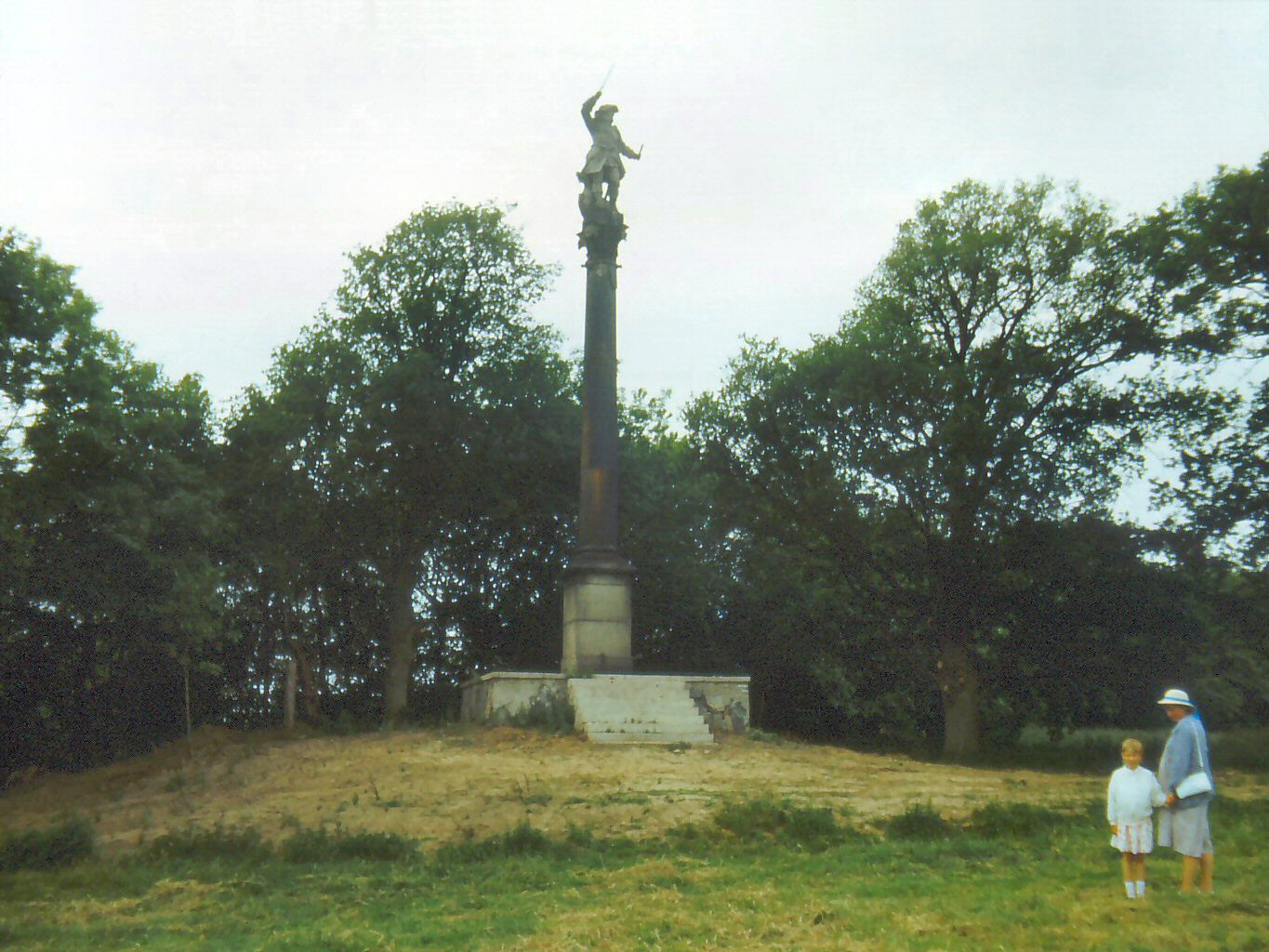
Preußensäule bei Neukamp direkt an der Landungsstelle, errichtet 1854

Zum Gedenken an die mehrfach erfolgten Landungen auf Rügen gab der preußische König Friedrich Wilhelm IV. 1854 und 1855 die Errichtung zweier 15 Meter hoher Preußensäulen an den jeweiligen Landungsorten in Auftrag. Das Denkmal bei Neukamp, das den Großen Kurfürsten Friedrich Wilhelm zeigt, wurde am 15. Oktober 1854 eingeweiht. Diese Säulen sollten auch den Machtanspruch Preußens über den südlichen Ostseeraum demonstrieren.